# Nationaal park Noel Kempff Mercado
Nationaal park Noel Kempff Mercado is een nationaal park in het noordoostelijke deel van het departement Santa Cruz in Bolivia. Het ligt tegen de grens van Brazilië aan.
Het park is opgericht op 28 juni 1979 onder de naam Parque Nacional Huanchaca, maar het is later vernoemd naar prof. Noel Kempff Mercado als eerbetoon voor de inzet die hij leverde bij het onderzoek in het park.

## Beschrijving
Het nationaal park Noel Kempff Mercado bestrijkt een oppervlakte van 15.234 km². Het ligt in een van de meest biodiverse gebieden van de wereld. Bolivia staat bekend om zijn diversiteit in klimaten, fauna en flora. In het park heerst een tropisch savanneklimaat, het is er vochtig en warm met een droog seizoen tussen juni en september. De temperatuur in het park ligt tussen de 25 °C en 29 °C en er valt jaarlijks circa 1500 mm regen. Het park heeft grote gebieden met regenwoud en herbergt vele tropische diersoorten.

## Flora
Er wordt geschat dat zich in het park circa 4000 soorten vaatplanten bevinden. Er zijn verschillende soorten bromelias, passiebloemen, heliconias, aronskelken en palmbomen. Verder zijn er belangrijke houtsoorten zoals mahonie. Het gebied omvat vijf belangrijke ecosystemen: Amazoneregenwoud, galerijbos, tropisch bos, vochtige savanne en droge savanne (Cerrado).

## Fauna
Het park herbergt meer dan 130 soorten zoogdieren, inclusief zeldzame rivierotters, rivierdolfijnen, tapirs, spinnen, brulapen, het reuzengordeldier, de reuzenmiereneter, en bedreigde soorten als de jaguar.
Er zijn 620 soorten vogels (20% van het aantal soorten in Zuid-Amerika), inclusief 9 soorten ara's, hoogstwaarschijnlijk het hoogste aantal soorten in een beschermd gebied.
Er zijn 74 soorten reptielen, inclusief de zwarte kaaiman, de reuzenanaconda en de gele anaconda.

## Ongewervelde soorten
Het park kent 347 insecten, waaronder vele van de meest zeldzame soorten in de wereld. Deze zijn helaas nog niet onderzocht. Er zijn vele soorten vlinders in de mooiste kleuren.

## Doel van het park
Algemeen doel:
Bescherming van dit natuurlijke gebied met grote diversiteit welke nog niet is aangetast door industrie en welke nog niet is vervuild.
Specifieke doelen:
- De bescherming garanderen van het ecosysteem.
- Hulp aan het wetenschappelijk onderzoek.
- Vreugde scheppen bij de bezoekers.
- Bezoekers een onvervuild gebied laten zien met prachtige locaties.
- Hulp aan de lokale bewoners in het verbeteren van hun levensstandaard.

Bedreiging voor het park:
- Schildpaddenjacht
- Visserij
- Bosbranden ten behoeve van industrie
- Illegale houtkap
- Productie van drugs
- Financiële problemen